# Erlengrund (Berlin)
Koordinaten: 52° 35′ 13″ N, 13° 12′ 49″ O

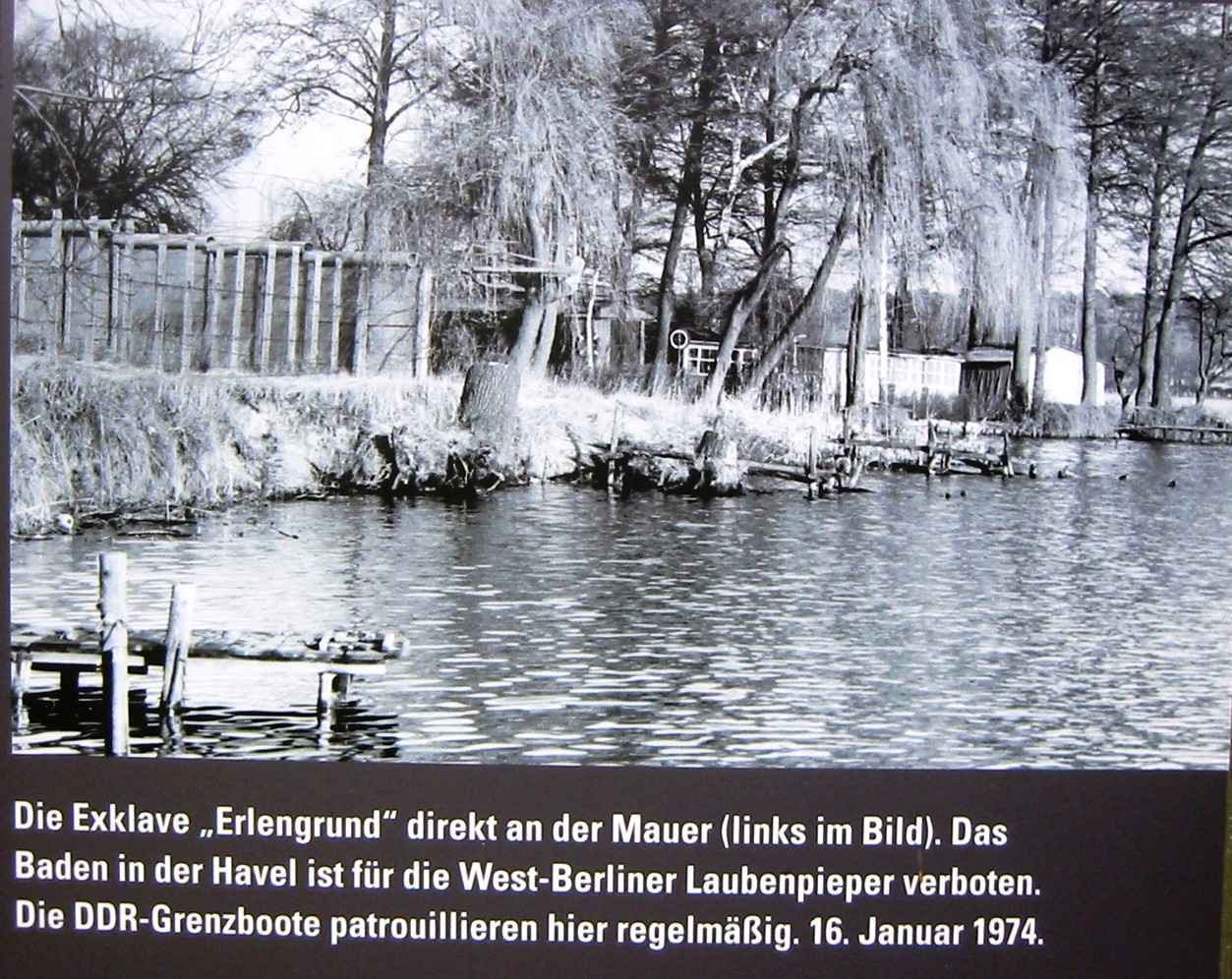
Exklave Erlengrund im Jahr 1974 – Foto auf einer Informationssäule im Falkenhagener Feld zwischen Berlin und Brandenburg

Der Erlengrund ist eine direkt an der Havel gelegene Ortslage im Berliner Ortsteil Hakenfelde des Bezirks Spandau. Sie liegt nördlich der Bürgerablage und es befinden sich zwei Wochenendsiedlungen auf der Fläche. Die Laubenkolonie ‚Erlengrund‘ war – ebenso wie die benachbarte Fichtewiese – bis 1988 eine Berliner Exklave, umgeben vom DDR-Bezirk Potsdam. Von 1961 bis 1988 war den durch die Berliner Mauer „eingemauerten“ West-Berliner Nutzern der Zugang zu den Wochenendkolonien nur in stark beschränkter Weise möglich.

## Geschichte
Die Kolonie ‚Fichtewiese‘ des Vereins Sport- und Wochenendgemeinschaft 1921 hatte für ihr Vereinsgelände 3,6 Hektar Land südlich der Papenberge von einer Gatower Bäuerin gepachtet und 1937 die Fläche gekauft. Die Wiese wurde nach dem Arbeitersportverein Fichte benannt. Die Laubenkolonie bestand 1928 aus einem Wiesengelände, das im westlichen Bereich sumpfig war und zu dem ein östlicher baumbestandener Zipfel gehörte, der den Zugang vom Haveluferweg ermöglichte. Das Gebiet lag außerhalb der Weichbildgrenze von Berlin, seit 1920 damit außerhalb des Stadtgebiets. Planungsrechtlich zuständig war die Gemeinde Nieder Neuendorf, ab 1923 Hennigsdorf im Landkreis Osthavelland.
Die Laubenkolonie ‚Erlengrund‘ nimmt direkt am westlichen Havelufer eine Fläche von 0,6 Hektar ebenfalls südlich der Papenberge ein und lag nördlich von Spandaus Stadtgrenze. Das Land wurde von der ‚Wochenendgemeinschaft Erlengrund e. V.‘ zunächst gepachtet, und später gemeinschaftlich erworben.
Die preußische Landesvermessung und Neuordnung aus den Jahren 1865–1868 ordnete Grundstücke außerhalb des Wohnorts ihrer Besitzer steuerlich und rechtlich jener Gemeinde zu, in der der Eigentümer wohnte. Der landwirtschaftlich kaum nutzbare Grund beider Kolonien war vor der Verpachtung im Besitz eines Steuerzahlers aus Gatow und gehörte somit steuerlich und amtlich zu Gatow. Durch diese Zugehörigkeit kamen die Gelände bei der Bildung von Groß-Berlin im Jahr 1920 zum Verwaltungsbezirk Spandau, obwohl sie außerhalb der Stadtgrenze lagen. Die gleiche Situation traf auch auf weitere Berliner Exklaven zu. Im Freistaat Preußen spielte diese Besonderheit bis zum Ende des Zweiten Weltkriegs keine Rolle für die Pächter. Mit der Übernahme der Besatzungsrechte gehörte das Spandauer Gebiet ab 1945 zum Britischen Sektor. Durch die Landesgrenze lagen die Exklaven in der SBZ. 1952 gingen die sowjetischen Rechte an die DDR, wodurch – wie auch in Staaken – die Trennung Berlins vom Umland durch Übernahme in die DDR-Polizeimacht fixiert war.
Für die Pächter der Laubenkolonien änderte sich die organisatorische Zuordnung ihres Geländes von (West-)Berlin zu DDR-Gebiet. Dabei seien sie 1952 „einmal alle vom Gelände geschmissen worden“. Nach Absprache mit den „Ostbehörden“ wurde dies nach kurzer Zeit unter einigen Beschränkungen aufgehoben. Beispielsweise wurden noch vor dem Mauerbau, im Juni 1958, durch die DDR-Behörden „Öffnungszeiten für den Durchlass“ eingeführt. Wesentlich erschwert wurden die Zugangsbedingungen zu den Kolonien, nachdem um die bestehende Fläche der drei Westsektoren die Berliner Mauer errichtet wurde. Dadurch war den West-Berliner Nutzern der Wochenendgemeinschaft Erlengrund e. V. und der benachbarten Sport- und Wochenendgemeinschaft 1921 e. V. Zur Fichtewiese der unmittelbare freie Zugang verwehrt. Die Kolonieumgrenzung war zur Staatsgrenze geworden.
Nur über einen eigenen Plattenweg zwischen einer Umfassungsmauer konnte die Koloniefläche erreicht werden. Die Nutzer mussten im Besitz eines Passierscheins sein und konnten nach Anmeldung bei den Grenztruppen der DDR das Gebiet zu festgelegten Zeiten erreichen. Die Passage war nur zu Fuß möglich und wurde überwacht. Besucher mussten langfristig angemeldet werden und wurden „vielleicht“ bestätigt. Das Koloniegelände war gegenüber dem umliegenden DDR-Territorium durch eine „eigene“ Mauer abgesperrt. Diese Mauer besaß an der Stelle des Zugangsweges in Höhe der Spandauer Grenze (diese wurde hier zur „Staatsgrenze“) ein Fußgängertor mit Klingel.
Durch einen Gebietsaustausch zwischen West-Berlin und der DDR wurden die Exklaven zum 1. Juli 1988 mit dem West-Berliner Bezirk Spandau verbunden. Durch die parallele Verschiebung der Berliner Stadtgrenze in Spandau um durchschnittlich 250 Meter nach Norden kamen 15,0 Hektar mit den beiden betroffenen Kolonien eindeutig zum Bezirk Spandau. Die westliche Begrenzung wurde 200 Meter am Westrand der Fichtewiese gezogen und dann nahezu rechtwinklig am Nordrand zur Mitte der Havel. Für die Kolonisten wurde dadurch der freie Zugang zu ihren Grundstücken möglich.

## Wochenendsiedlungen in Spandau
Das Gebiet Fichtewiese/Erlengrund nördlich der Bürgerablage gehört seit dem Zuwachs durch den Gebietsaustausch zum Ortsteil Hakenfelde. Vom Gebietszuwachs sind 4,2 Hektar Wasserfläche der Havel. Die Siedler sind in beiden Fällen Eigentümer und nicht nur Pächter der Grundstücke. Mit dem Status einer ‚Wochenendsiedlung‘ unterliegen Kolonien im Bezirk Spandau nicht dem Kleingartengesetz und seinen Beschränkungen, beispielsweise in der erlaubten Grundfläche der Gartenlauben von 24 m².
Die Wochenendsiedlung ‚Fichtewiese‘ (Niederneuendorfer Allee 84) liegt um die zentrale Feuchtwiese mit 60 Siedlungsparzellen mit Bungalow auf einer Fläche von 35.810 m².
Die Wochenendsiedlung ‚Erlengrund‘ (Niederneuendorfer Allee 83) befindet sich direkt am Havelufer mit 36 Parzellen auf einer Gesamtfläche von 6.290 m².
Nach Aussage der Siedler kam es ab 1988 mit dem freien Zugang von Spandau und dem Wegfall des Einschlusses durch die Mauer zu Eigentumsdelikten. Im Jahr 2009 entstanden mit der Senatsverwaltung Irritationen über die 600 m² des vormaligen Postengangs, den die Siedler als Zugangsweg beanspruchten. Auch forderte die Berliner Behörde (speziell das Naturschutzamt Spandau) seit 2004 das Recht auf den meist 60 Zentimeter breiten Uferstreifen (insgesamt etwa 1000 m²) an der Havel.
Zur Erinnerung an die ungewöhnliche Situation der Berliner Kolonien als Exklaven auf dem Territorium von Nieder Neuendorf und die damit verbundene Mauerproblematik wurden in dem in Hakenfelde ab 1994 entstandenen Wohnquartier Aalemannufer zwei Straßen benannt: Zum Erlengrund und Zu den Fichtewiesen. Im Bereich der ehemaligen Exklaven stehen Erinnerungstafeln des Berliner Mauerweges.